# Ветер (фильм, 1959)
«Ветер» — советский чёрно-белый художественный фильм на революционную тематику.  Дебютная роль в кино Александра Демьяненко.

## Сюжет
События разворачиваются в годы гражданской войны. Рабочие паровозного депо, которое находится на территории,  занятой белыми, посылают на первый съезд комсомола в Москву трёх делегатов: Фёдора (Эдуард Бредун), Настю (Тамара Логинова) и Митю (Александр Демьяненко). До Москвы ехать 1500 км в основном по территории, занятой белыми. В пути Фёдора арестовывают белогвардейцы, однако с помощью друзей, а также беспризорника и проститутки Мари (Эльза Леждей) ему удаётся бежать. Мари и беспризорник присоединяются к делегатам, причем Мари ценой своей жизни спасает всех остальных. До Москвы добираются только Фёдор и беспризорник, Митю и Настю убивают белые.
Фёдор выступает на съезде и произносит пламенную речь, поклявшись в верности партии большевиков.

## В ролях
| Актёр                | Роль                                        |
| -------------------- | ------------------------------------------- |
| Эдуард Бредун        | Фёдор                                       |
| Тамара Логинова      | Настя                                       |
| Эльза Леждей         | Мари                                        |
| Александр Демьяненко | Митя                                        |
| Алексей Крыченков    | беспризорник Окурок                         |
| Иван Александров     | старый большевик                            |
| Анатолий Ромашин     | ротмистр                                    |
| Н. Солошенко         | жених                                       |
| Виктория Радунская   | невеста                                     |
| Юрий Яковлев         | поручик Леонид Закревский друг детства Мари |

### В эпизодах
| Актёр               | Роль                                   |
| ------------------- | -------------------------------------- |
| Александр Баранов   | поручик                                |
| Леонид Гайдай       | красный командир Науменко              |
| Александра Денисова | мать жениха                            |
| Пётр Кирюткин       | красноармеец с повязкой на глазу       |
| Нина Палладина      | медсестра                              |
| Лев Перфилов        | красный матрос на костылях в госпитале |
| Владимир Пицек      | комиссар                               |
| Георгий Светлани    | старичок на вокзале и в поезде         |
| Павел Шальнов       | Ладошкин                               |

### Нет в титрах
| Актёр              | Роль             |
| ------------------ | ---------------- |
| Владимир Маренков  | делегат          |
| Игорь Безяев       | «Мышонок»        |
| Евгений Быкадоров  | комиссар         |
| Алексей Зайцев     | делегат          |
| Александр Збруев   | делегат          |
| Евгений Кудряшёв   | связной красных  |
| Леонид Марков      | красный командир |
| Юрий Назаров       | делегат          |
| Игорь Пушкарёв     | Колька           |
| Валентина Телегина | мадам            |

## Съёмочная группа
- Режиссёры-постановщики: Александр Алов, Владимир Наумов
- Сценарий: Александр Алов, Владимир Наумов
- Оператор: Фёдор Добронравов
- Художник-постановщик: Евгений Свидетелев
- Композитор: Николай Каретников
- Звукооператор: Игорь Майоров
- Режиссёр: Юрий Шевкуненко
- Монтажёр: Ева Ладыженская
- Военный консультант: генерал-лейтенант Николай Осликовский
- Оркестр управления по производству фильмов
  - Дирижёр: Арнольд Ройтман
- Директор картины: Игорь Вакар